# Menalca
Menalca è un personaggio dei Posthomerica, poema epico di Quinto Smirneo.

## Il mito

### Origini
Menalca era un guerriero nativo di Cilla, città minore della Troade, figlio del vecchio artigiano Medonte e di Ifianassa. Sua madre l'avrebbe partorito all'esterno della località asiatica, ai piedi di un monte. La guerra scatenatasi per il rapimento di Elena di Troia indusse il giovane ad arruolarsi in difesa di Troia e a Medonte, rimasto solo in città, fu sottratta per sempre la possibilità di riabbracciare il figlio.

### La morte
Il destino di Menalca era segnato: Quinto Smirneo lo dice ucciso da Neottolemo, figlio d'Achille, nel libro VIII del poema. Le abilità del padre e le sue piccole creazioni finirono alla sua morte nelle mani di ignoti stranieri.